# Pat Senatore
Pat Senatore (Newark (New Jersey), 19 augustus 1935) is een Amerikaanse jazzbassist (contrabas en elektrische bas).

## Biografie
Een van zijn schoolvrienden tijdens zijn highschool-tijd was Wayne Shorter. Hij speelde toen baritonsaxofoon, later stapte hij over op de trombone, om ten slotte te kiezen voor de bas. Hij studeerde twee jaar aan Juilliard School of Music in New York, hij verliet de school omdat hier indertijd geen jazz werd gegeven. Hij vertrok naar Los Angeles en kwam terecht in het orkest van Stan Kenton, waarmee hij toerde en waarin hij meespeelde op de platen Adventures in Blues en Adventures in Jazz, opgenomen voor Capitol Records. Hij speelde vanaf 1962 tot het begin van de jaren zeventig bij Herb Alpert and the Tijuana Brass, het orkest dat easy listening speelde. Van 1978 tot 1983 leidde hij de jazzclub Pasquale in Malibu. In 1979 maakte hij daar opnames. In het begin van de jaren tachtig speelde hij in de groep Feather (plaat Chen Yu Lips, met onder meer Victor Feldman). In 1988 produceerde hij voor het platenlabel Hi-Brite een album van het VIP Trio, met Cedar Walton, Billy Higgins en hemzelf als bassist. Met het trio maakte hij ook twee albums voor het Japanse label California Breeze. In de jaren negentig speelde hij in de groep van Pat Britt en Wilbur Brown. In 2008 nam hij onder eigen naam het albumAscensione op. Hij is nu muzikaal leider van Herb Alperts restaurant Vibrato Grill Jazz in Bel Air, hij treedt hier ook regelmatig op (opnames in 2016, verschenen op Insprations). In de periode 1961-2016 was hij in de jazz betrokken bij 36 opnamesessies.

## Discografie (selectie)

### Als leider
- Pasquale (Moo, 1997)
- Ascensione (Fresh Sounds, 2008)

### Als 'sideman'
- Stan Kenton:  1961–1964; Verschillende albums, waaronder Adventures in Standards Adventures in Blues, Adventures In Jazz
- Herb Alpert and the Tijuana Brass: 1964–1968; Albums waaronder South of the Border, SRO, Herb Alpert's Ninth, Christmas Album, allen voor A&M Records
- Cedar Walton:  1988–1991; Standard Album (Vol 2), voor Hi Brite